# Cheleteni
Chelețeni falu Romániában, Erdélyben, Fehér megyében. Közigazgatásilag Bisztra községhez tartozik.

## Fekvése
A Mócvidéken, Bisztra közelében, Bălești mellett fekvő település.

## Története
Cheleţeni korábban Bălești része volt. 1956 körül vált külön településsé 73 lakossal.
1966-ban 59, 1977-ben 54, 1992-ben 30, a 2002-es népszámláláskor pedig 12 román lakosa volt.